# Liste der Bodendenkmäler in Emskirchen
Auf dieser Seite sind die Bodendenkmäler in dem mittelfränkischen Markt Emskirchen zusammengestellt. Diese Tabelle ist eine Teilliste der Liste der Bodendenkmäler in Bayern. Grundlage ist die Bayerische Denkmalliste, die auf Basis des Bayerischen Denkmalschutzgesetzes vom 1. Oktober 1973 erstmals erstellt wurde und seither durch das Bayerische Landesamt für Denkmalpflege geführt wird. Die folgenden Angaben ersetzen nicht die rechtsverbindliche Auskunft der Denkmalschutzbehörde.

## Bodendenkmäler in Emskirchen
| Lage       | Objekt                                                                                  | Akten-Nr.     | Bild |
| ---------- | --------------------------------------------------------------------------------------- | ------------- | ---- |
| (Standort) | Wüstung des Mittelalters.                                                               | D-5-6330-0039 |      |
| (Standort) | Mittelalterliche und frühneuzeitliche Befunde im Bereich der Evang.-Luth. Filialkirche  | D-5-6429-0097 |      |
| (Standort) | Grabhügel vor- und frühgeschichtlicher Zeitstellung.                                    | D-5-6430-0001 |      |
| (Standort) | Abschnittsbefestigung vor- und frühgeschichtlicher Zeitstellung.                        | D-5-6430-0002 |      |
| (Standort) | Burgstall des Mittelalters.                                                             | D-5-6430-0003 |      |
| (Standort) | Mittelalterliche und frühneuzeitliche Befunde im Bereich des ehem. Wasserschlosses.     | D-5-6430-0004 |      |
| (Standort) | Wasserburg des Mittelalters und der frühen Neuzeit.                                     | D-5-6430-0012 |      |
| (Standort) | Abschnittsbefestigung vor- und frühgeschichtlicher Zeitstellung.                        | D-5-6430-0016 |      |
| (Standort) | Grabhügel vor- und frühgeschichtlicher Zeitstellung.                                    | D-5-6430-0017 |      |
| (Standort) | Grabhügel vor- und frühgeschichtlicher Zeitstellung.                                    | D-5-6430-0021 |      |
| (Standort) | Freilandstation des Mesolithikums sowie Wüstung des Frühmittelalters.                   | D-5-6430-0024 |      |
| (Standort) | Freilandstation des Mesolithikums und Siedlung des Neolithikums.                        | D-5-6430-0038 |      |
| (Standort) | Siedlung des Neolithikums.                                                              | D-5-6430-0046 |      |
| (Standort) | Wüstung des Spätmittelalters und der frühen Neuzeit.                                    | D-5-6430-0054 |      |
| (Standort) | Mittelalterliche und frühneuzeitliche Befunde im Bereich der Evang.-Luth. Pfarrkirche   | D-5-6430-0077 |      |
| (Standort) | Mittelalterliche und frühneuzeitliche Befunde im Bereich der Evang.-Luth. Pfarrkirche   | D-5-6430-0079 |      |
| (Standort) | Mittelalterliche und frühneuzeitliche Befunde im Bereich des Alten Schlosses von Brunn. | D-5-6430-0080 |      |
| (Standort) | Mittelalterliche und frühneuzeitliche Befunde im Bereich der Evang.-Luth. Filialkirche  | D-5-6430-0084 |      |
| (Standort) | Mittelalterliche und frühneuzeitliche Befunde im Bereich der Evang.-Luth. Pfarrkirche   | D-5-6430-0087 |      |
| (Standort) | Grabhügel vorgeschichtlicher Zeitstellung.                                              | D-5-6430-0130 |      |
| (Standort) | Siedlung der Steinzeiten.                                                               | D-5-6430-0131 |      |